# Lancia patara
Lancia patara là một loài bướm đêm trong họ Crambidae.